# Collores (Juana Díaz)
Collores es un barrio ubicado en el municipio de Juana Díaz en el estado libre asociado de Puerto Rico. En el Censo de 2010 tenía una población de 2073 habitantes y una densidad poblacional de 78,41 personas por km².

## Geografía
Collores se encuentra ubicado en las coordenadas 18°7′6″N 66°32′28″O / 18.11833, -66.54111. Según la Oficina del Censo de los Estados Unidos, Collores tiene una superficie total de 26.44 km², que corresponden a tierra firme.

## Demografía
Según el censo de 2010, había 2073 personas residiendo en Collores. La densidad de población era de 78,41 hab./km². De los 2073 habitantes, Collores estaba compuesto por el 84.76% blancos, el 6.32% eran afroamericanos, el 0.19% eran amerindios, el 0.1% eran asiáticos, el 5.69% eran de otras razas y el 2.94% pertenecían a dos o más razas. Del total de la población el 99.66% eran hispanos o latinos de cualquier raza.

## Cultura
Este barrio fue inmortalizado en el poema Valle de Collores, de Luis Lloréns Torres, pieza que retrata la melancolía tras el éxodo campestre resultante de la industrialización, tanto hacia las urbes como a los Estados Unidos.